# Заєць та їжак (мультфільм)
«Заєць та їжак» — анімаційний фільм Творчого об'єднання художньої мультиплікації студії Київнаукфільм, за мотивами казки Івана Франка. Мультфільм озвучено російською мовою. 

## Сюжет
Приїхав заєць автом до рідного лісу, в якому не був вже 5 років і почав хвалитись, що він чемпіон. Прибіг їжак побачитись з однокласником, а той його не впізнає, ще й галасує, що їжак своїми голочками колесо може проколоти, а ґума то дорога. Дуже не сподобалась така поведінка зайця, і їжак вирішив його провчити. Запропонував їжак змагатись наввипередки із зайцем. Глянув заєць на короткі ніжки їжака, і так сміявся, аж до сліз. А їжак на фініші дистанції поставив їжачиху. Так заєць і не зміг прибігти першим.

## Дивись також
- Фільмографія ТО художньої мультиплікації студії "Київнаукфільм"